# Hydroxamsäuren

Hydroxamsäure (links) im tautomeren Gleichgewicht mit der Hydroxyimin-Form (rechts)

Hydroxamsäuren sind eine Klasse chemischer Verbindungen, die als funktionelle Gruppe die Gruppierung -CO-NHOH enthalten. Sie sind damit Derivate von Carbonsäuren und Hydroxylamin. In der funktionellen Gruppe besteht ein tautomeres Gleichgewicht zur Hydroxyimin-Form (Hydroximsäure).

## Darstellung
Die erste Darstellung gelang 1869 im Laboratorium von Wilhelm Lossen durch Reaktion von Ethyloxalat mit Hydroxylamin zu Oxalohydroxamsäure. Etwas später wurde ein Gemisch aus Mono-, Di- und Tribenzoylderivaten der Hydroxamsäure über Umsetzung von Hydroxylamin mit Benzoylchlorid erhalten. Hydroxamsäuren kann man grundsätzlich aus Carbonsäurehalogeniden, Carbonsäureestern oder Carbonsäureanhydriden  durch Umsetzung mit Hydroxylamin oder dessen Hydrochlorid erhalten.
Weiterhin entstehen Hydroxamsäuren bei der sauren Hydrolyse von primären Nitroalkanen als Zwischenprodukt.

## Eigenschaften
Aromatische Hydroxamsäuren sind relativ stabile kristalline Feststoffe. Hydroxamsäuren sind schwächer sauer als die entsprechenden Carbonsäuren (pKs ca. 9) und eignen sich als Komplexbildner für Metallsalze, so bilden sie zum Beispiel intensiv rote Komplexe mit Eisen(III)-ionen. Diese Reaktion dient zum Nachweis von Aldehyden in der Angeli-Rimini-Reaktion. Die säure- oder basenkatalysierte Hydrolyse von Hydroxamsäurederivaten führt zu den entsprechenden Carbonsäuren und Hydroxylamin-Derivaten. Alkylierungsreaktionen führen zu Hydroxamsäure-Alkylestern. Acylierungen mit Säurehalogeniden liefern Acylhydroxamsäuren.

## Verwendung
Über Hydroxamsäure-Derivate können Carbonsäurehalogenide zu Aminen abgebaut werden, siehe Lossen-Abbau. Deferoxamin, ein natürliches Hydroxamsäurederivat, wird als Antidot bei Eisenvergiftungen eingesetzt.